# Michal Hipp
Michal Hipp (ur. 13 marca 1963 w Nitrze) – słowacki piłkarz występujący na pozycji obrońcy. Wcześniej reprezentant Czechosłowacji. Trener piłkarski.

## Kariera klubowa
Hipp karierę zaczynał w klubach FK Slovan Duslo Šaľa oraz Agro Hurbanovo. W 1984 roku trafił do Plastiki Nitra, grającej w drugiej lidze czechosłowackiej. W 1986 roku awansował z zespołem do pierwszej ligi. W 1990 roku Plastika Nitra zmieniła nazwę na FC Nitra. Sezon 1991/1992 Hipp spędził na wypożyczeniu w austriackim First Vienna FC 1894. Potem wrócił do Nitry, gdzie grał do połowy sezonu 1992/1993.
Na początku 1993 roku Hipp odszedł do Slavii Praga. W tym samym roku wywalczył z nią wicemistrzostwo Czechosłowacji, a w następnym roku wicemistrzostwo Czech. W 1994 roku przeszedł do słowackiego 1. FC Koszyce, z którym rok później wywalczył wicemistrzostwo Słowacji. W tym samym roku odszedł do FC Nitra. Potem występował jeszcze w zespołach MFK Piešťany, ŠM Gabčíkovo oraz w austriackim USC Fels am Wagram, gdzie w 2000 roku zakończył karierę.

## Kariera reprezentacyjna
W reprezentacji Czechosłowacji Hipp zadebiutował 29 sierpnia 1990 roku w zremisowanym 1:1 towarzyskim meczu z Finlandią. W latach 1990–1991 w kadrze Czechosłowacji rozegrał łącznie 5 spotkań. W 1994 roku zagrał także w pięciu meczach reprezentacji Słowacji.

## Kariera trenerska
W 1997 roku Hipp został grającym trenerem zespołu ŠM Gabčíkovo. Następnie przez wiele lat pełnił funkcję asystenta trenera w FC Nitra, Artmedii Petržalka, reprezentacji Słowacji oraz rosyjskim Saturnie Ramienskoje.
W 2009 roku samodzielnie trenował Slovan Bratysława, a w kwietniu 2012 roku został selekcjonerem reprezentacji Słowacji, którą prowadził w duecie ze Stanislavem Grigą. Ze stanowiska zostali odwołani w czerwcu 2013 roku po zremisowanym 1:1 meczu z Liechtensteinem w ramach eliminacji do Mistrzostw Świata 2014.
Następnie Hipp był szkoleniowcem zespołu FC Nitra, a w 2015 roku został trenerem czeskiego klubu FC Vysočina Igława. W 2018 został zatrudniony w węgierskim Szombathelyi Haladás.